# Pseudocalamobius incertus
Pseudocalamobius incertus là một loài bọ cánh cứng trong họ Cerambycidae.